# Strzelczyki (Białoruś)
Strzelczyki (biał. Стрэльчыкі, Strelczyki; ros. Стрельчики, Strielcziki) – wieś na Białorusi, w obwodzie grodzieńskim, w rejonie grodzieńskim, w sielsowiecie Podłabienie, przy granicy z Polską.
W dwudziestoleciu międzywojennym wieś leżała w Polsce, w województwie białostockim, w powiecie sokólskim.